# Björken (Fellingsbro socken, Västmanland)
Björken är en sjö i Köpings kommun och Lindesbergs kommun i Västmanland och ingår i Norrströms huvudavrinningsområde. Sjön är 10,5 meter djup, har en yta på 0,713 kvadratkilometer och är belägen 85 meter över havet. Sjön avvattnas av vattendraget Lillån.

## Delavrinningsområde
Björken ingår i det delavrinningsområde (660415-148152) som SMHI kallar för Utloppet av Lunten. Medelhöjden är 84 meter över havet och ytan är 56,09 kvadratkilometer. Det finns inga avrinningsområden uppströms utan avrinningsområdet är högsta punkten. Lillån som avvattnar avrinningsområdet har biflödesordning 4, vilket innebär att vattnet flödar genom totalt 4 vattendrag innan det når havet efter 191 kilometer. Avrinningsområdet består mestadels av skog (70 procent). Avrinningsområdet har 2,29 kvadratkilometer vattenytor vilket ger det en sjöprocent på 4,1 procent.